# トマス (使徒)

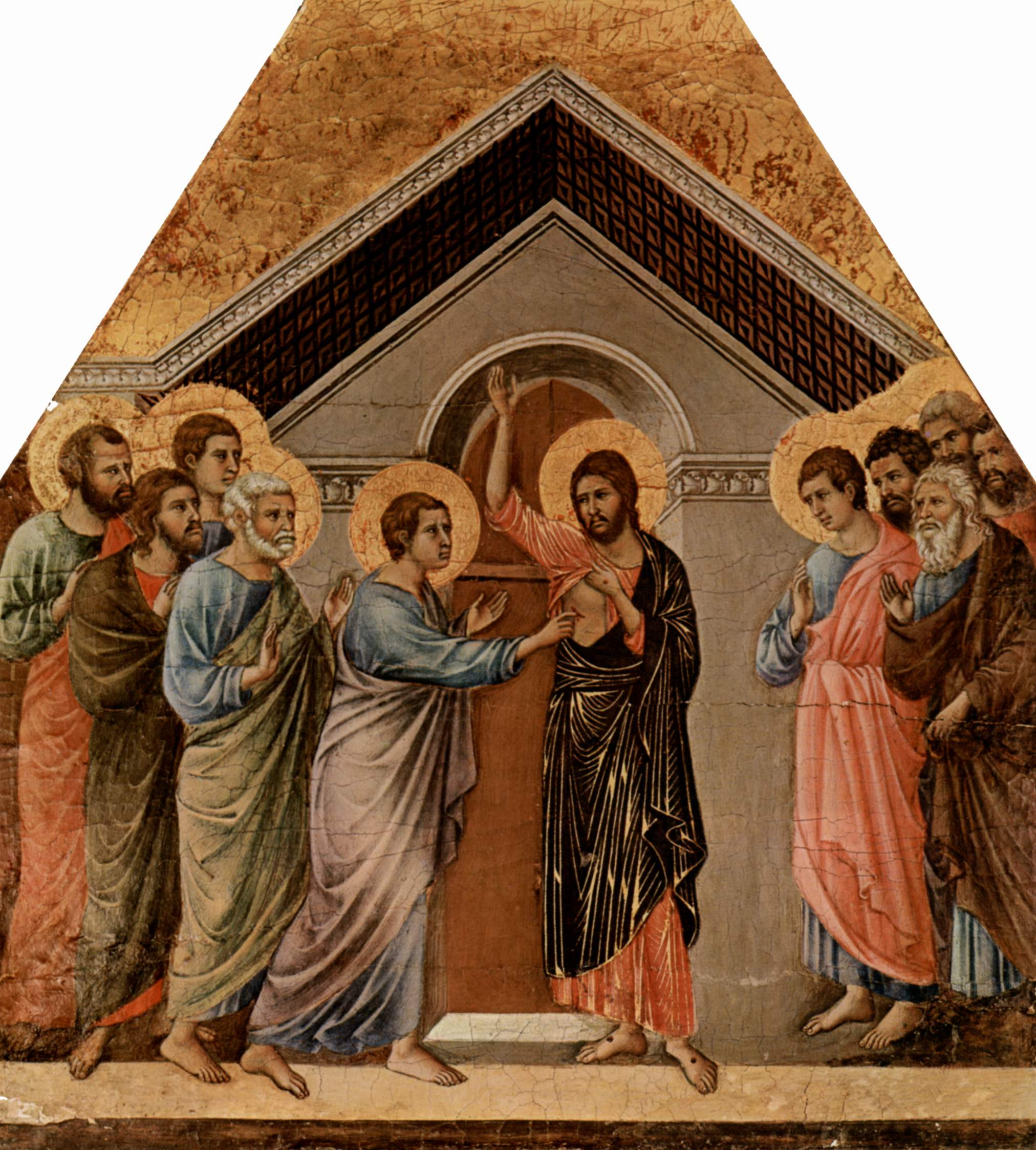
イエスに触れるトマス。ドゥッチョ・ディ・ブオニンセーニャ作。1308-1311頃。

使徒トマス（Thomas the Apostle, 生年不詳 - 72年12月21日）は、新約聖書に登場するイエスの使徒の一人。アラム語の原義は「双子」。彼に由来する男性名としても一般的に用いられている。『ヨハネによる福音書』では3か所で「ディディモと呼ばれるトマス」として言及される。ディディモ (Didymus) は「双子」をギリシャ語に訳したもの。ロシア正教会とその流れを汲む日本ハリストス正教会ではフォマ (Фома)。

## 概要
福音書の一部写本や外典に「ユダ・ディディモ」とあり、本名ユダのあだ名とも考えられる。「双子」の名がなぜ付いたか、誰と双子なのかは不明。
使徒トマスに関して新約聖書では十二使徒の一人として挙げられるほかは、『ヨハネによる福音書』に以下の記述があるのみである。
『ヨハネによる福音書』では情熱はあるが、イエスの真意を理解せず、少しずれている人物として描かれている（ヨハネ11:16参照）。ヨハネ20:24-29ではイエスが復活したという他の弟子たちの言葉を信じないが、実際にイエスを見て感激し、「私の主、私の神」と言った。またイエスのわき腹の傷に自分の手を差し込んでその身体を確かめたとも。
これを西ヨーロッパでは「疑い深いトマス」と呼ぶ。この故事は後世、仮現説に対し、イエスの身体性を示す箇所としてしばしば参照された。またトマスの言葉はイエスの神性を証するものとして解釈された。そのような解釈では、トマスの言動はイエスが神性・人性の二性をもつことを証したと解される。
正教会では「研究を好むフォマ」と呼び、復活祭後の主日を「フォマの主日」と呼んで、八日後にトマスがイエスにあった際の言動を記憶する。
新約外典の『トマスによる福音書』はトマスの名を冠しているが、本人の作ではなく、彼を開祖と見做した集団（キリスト教トマス派）の誰かによって書かれたものと考えられる。
『ヨハネによる福音書』における上記トマスの批判的な記述は、『トマスによる福音書』による教えに反論するために書かれたものであると、エレーヌ・ペイゲルスは指摘している。
トマスはインドまで赴いて宣教し、そこで殉教したとされているが、史実的な裏づけはない。しかし、『トマス行伝』にインドの王として記録されているグンダファルという人物が、近年発掘された当時の貨幣によって実在していたことが判明した。また、この時代から海路を通したインド貿易が行われていたため、インドに渡ったというのはまったくあり得ない話ではないといわれている。インドでは、トマスはトマの名で呼ばれ、トマが建てたという伝承のある教会がある。

## 関連書籍
- 荒井献 『トマスによる福音書』　講談社〈講談社学術文庫〉、1994年、ISBN 4-06-159149-5
- エレーヌ ペイゲルス 『禁じられた福音書—ナグ・ハマディ文書の解明』 松田和也訳、青土社、2005年、ISBN 4-7917-6170-7